# Edward Engeström
Edward Engeström, född 2 februari 1821 i Malmö, död 18 april 1899 i Malmö, var en svensk grosshandlare.
Edward Engeström var son till prosten Pehr Engström. Han arbetade som bokhandlare hos A. Th. Löhr i Malmö innan han själv etablerade sig som handlare 1846. Efterhand övergick han på 1860-talet till grosshandelsrörelse. Främst med kolonialvaror, petroleum och import av norska produkter. Verksamheten bedrevs från 1894 under namnet Edw. Engeström & Söner. Han var en av stiftarna av och ordförande i styrelsen för Malmö sockerfabriks AB, en av stiftarna och från 1874 ordförande i styrelsen för Malmö Yllefabriks AB, samt ordförande i styrelserna för Svenska tändsticksfabriks AB i Malmö, i Manufaktur AB, Malmö trämassefabriks AB, Malmö franska ångkvarns AB, Fridafors fabriks AB, Strömsnäs Bruks AB, ledamot av styrelserna för Svenska petroleum AB, Malmö-Billesholms Järnvägs AB, Skånska ångfartygs AB, Malmö nya ångbåts AB, Malmö börsförening, Malmö Porslinsfabrik samt Brand- och livförsäkrings AB Skåne. Engeström var även ledamot av Malmö stads äldste 1857–1861 och stadsfullmäktig i Malmö 1867–1886. Engeström blev 1868 riddare och 1893 kommendör av andra klass av Vasaorden samt riddare av Nordstjärneorden 1889. Han är begravd på Gamla kyrkogården i Malmö.